# اشتباكات حماس–فتح
في صيف 2007 جرت اشتباكات بين حركتي فتح وحماس للتمكن من قطاع غزة دام خمسة أيام (10–15 يونيو). مثلت الاشتباكات ذروة الصراع بين فتح وحماس، وتركزت على النضال من أجل السلطة، بعد أن خسرة حركة فتح الانتخابات البرلمانية لعام 2006. نجح مقاتلو حماس في التمكن من القطاع وتحييد مقاتلي فتح. وأسفر ذلك عن حل حكومة الوحدة وتقسيم الأراضي الفلسطينية إلى كيانين عمليا: الضفة الغربية التي تخضع لفتح (تحت مسمى السلطة الوطنية الفلسطينية)، وقطاع غزة الذي تحكمه حركة المقاومة الإسلامية (حماس).
قدرت اللجنة الدولية للصليب الأحمر مقتل نحو 116 شخصا على الأقل وإصابة أكثر من 550 في خمسة أيام من القتال.

## روابط خارجية
- June 7, 2007, Fatah official killed, truce broken
- In pictures: Hamas takes Gaza (BBC)